# Шарль-Клод Жакіно
Шарль-Клод Жакіно (фр. Charles-Claude Jacquinot ; 3 серпня 1772 , Мелен, департамент Сена і Марна — 25 квітня 1848 , Мец, департамент Мозель) — французький дивізійний генерал (з 26 жовтня 1813), барон (1808 рік).
Народився в сім'ї королівського збирача податей . Зв'язавши своє життя з армією, вступив до військової школи в Пон-а-Мусон . 21 серпня 1791, отримавши чин лейтенанта, був визначений в 1-й батальйон волонтерів департаменту Мерт . У ході невдалого для французів бою в ущелині Круа-о-Буа (14 вересня 1792) був поранений уламком артилерійського снаряда. Шостого листопада 1792 доблесно бився при Жемаппі . На початку 1793 року, вирішивши змінити рід військ, переходить із піхоти в кавалерію і вже 15 лютого призначається суб-лейтенантом до 1-го кінно-єгерського полку.
У 1795 році в чині лейтенанта був ад'ютантом при генералі де Бернонвілі. П'ятнадцятого травня 1800 р. за виявлену відвагу капітан (з 5 жовтня 1796 р.) Жакіно був підвищений до командира ескадрону прямо на полі битви при Ербаху. Очоливши 1-й кінно-єгерський полк (замість відсутнього полковника Монбрена), за сприяння солдатів 8-ї та 48-ї напівбригад з дивізії Рішпанса, успішно атакував тили австрійської армії в битві при Гогенліндені . Брав участь у сутичках з ворогом, що відступав, при Шваненштадті і Феклабрюку (18 грудня).
З 1792 по 1800 рік Жакіно воював у складі практично всіх армій революційної Франції, набув безцінного бойового досвіду і зарекомендував себе як хоробрий і здібний офіцер.

## Кавалерист Великої армії
Після закінчення бойових дій деякий час ніс гарнізонну службу у Вердені (1801-02), а потім у таборі Брюгге (1803). Двадцять дев'ятого жовтня 1803 року в званні майора переведений до 5-го кінно-єгерського полку. З 1804 по 1805 рік вважався у французькій окупаційній армії Ганновера . На посаді ад'ютанта генерала Дюрока (свого колишнього однокласника з військової школи) брав участь у битві трьох імператорів .
13 січня 1806 року, ставши полковником, отримав у командування 11-й кінно-єгерський полк, разом з яким пройшов всю Прусську кампанію, особливо відзначившись у битві при Єні . Шасери Жакіно стрімкою атакою перекинули бригаду саксонської кавалерії, яка вступила в бій з 8-м гусарським полком, кинули піхотну колону ворога і захопили безліч полонених і гармат.
Війну з Австрією Жакіно зустрів бригадним генералом (з 10 березня 1809). У битві при Абенсберзі його кінні єгеря (1-й та 2-й полк) зім'яли і розсіяли по навколишніх лісах піхоту з бригади генерала Тьєррі, а також розбили драгун Левенера та гусар Отта . За хоробрість, виявлену у битві при Ваграмі, Жакіно був здійснений у командани Ордену Почесного легіону . Після остаточного розгрому австрійської армії та підписання Шенбруннського світу деякий час квартирував у Німеччині, а потім відбув до Франції (23 червня 1810). У 1811 році обіймав посаду губернатора Кюстріна і Глогау .
Російську кампанію 1812 року бригада Жакіно (7-й гусарський та 9-й шеволежер-уланський) пройшла у складі 1-ї легкої кавалерійської дивізії Брюєра, відзначившись під Острівно (25 липня), Вітебськом (28 липня), Смоленськом. Бородіним . У бою у Вінковому (18 жовтня) Жакіно з загоном у 50 осіб атакував переважаючі сили противника, чим врятував оточений козаками польський батальйон від неминучого полону.
Так само сміливо генерал воював і в Німеччині в 1813 році . У битві у Денневиця (5 вересня), очоливши два ескадрони 5-го кінно-єгерського полку, він атакував і розсіяв шведську піхоту, був тяжко поранений, але залишився в строю. Після форсування Рейну союзниками, з тим самим 5-м кінно-єгерським, за підтримки піхоти генерала Альбера, захопив у полон батальйон російської піхоти і одну зброю в районі Зінцига .

## Кампанія 1814 року. Ватерлоо. Останні роки служби
За доблесть, виявлену в ході кампанії 1814 (у Бар-сюр-Оба і Сен-Дізьє), Жакіна удостоївся похвали маршала Мюрата і отримав від нього прізвисько: «щоденний сміливець» (" le brave de tous les jours "). Незабаром після першого зречення Наполеона король направив генерала вести переговори з австрійською стороною обміну військовополоненими. Блискуче впоравшись із поставленим завданням, Жакіно домігся розташування імператора Франца II і був нагороджений орденом Леопольда .

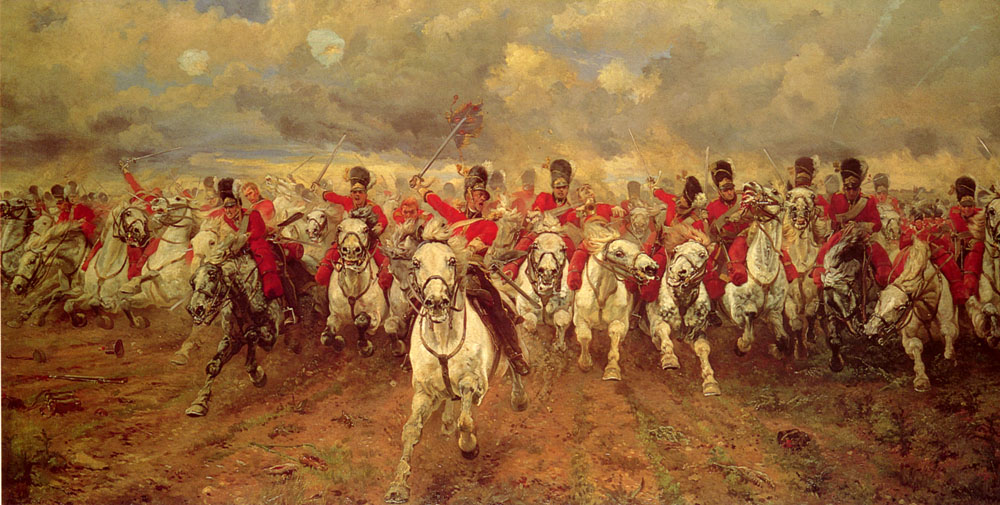
Атака «Шотландських Сірих»

До повернення Великого корсиканця з Ельби в березні 1815 року генерал залишався без роботи. Зайнявши палац Тюїльрі, Наполеон знову закликав його під свої прапори. У Північній армії Жакіно, що спішно формується, був призначений командиром 1-ї кавалерійської дивізії, прикомандованої до I корпусу графа д'Ерлона .
Людовік XVIII, який повернув собі престол після другого зречення Наполеона, спочатку відправив Жакіна у відставку, але незабаром повернув його на службу, призначивши генерал-інспектором кавалерії (1816). З 1831 по 1834 рік бравий офіцер командував кірасирами, дислокованими в Люневілі, а потім драгунами. У 1835 році очолив 3-й військовий округ у Меці. Відправлено в запас 28 серпня 1836 року. 13 жовтня 1837 року був зведений у період Франції. З 1839 по 1848 рік вважався у другому відділі (резерві) Генерального штабу Франції.
«Щоденний сміливець» Шарль-Клод Жакіно помер у Меці 25 квітня 1848 року. Його ім'я вигравіруване на Тріумфальній арці у Парижі.

## Військові звання
- Лейтенант (21 серпня 1791);
- Молодший лейтенант (15 лютого 1793);
- Лейтенант (12 вересня 1794);
- Капітан (6 жовтня 1796);
- Командир ескадрону (5 червня 1800);
- Майор (29 жовтня 1803);
- Полковник (13 січня 1806);
- Бригадний генерал (10 березня 1809);
- Дивізійний генерал (26 жовтня 1813).

- Барон Жакіно та Імперії (фр. baron Jacquinot et de l'Empire ; декрет від 19 березня 1808, патент підтверджений 26 жовтня 1808)[3] .

## Нагороди
Легіонер ордена Почесного легіону (25 березня 1804)
 Офіцер ордена Почесного легіону (14 травня 1807)
 Коммандан ордена Почесного легіону (17 липня 1809)
 Великий офіцер ордена Почесного легіону (23 серпня 1814)
 Кавалер військового ордена Святого Людовіка (1814)
 Командор австрійського ордену Леопольда (1814)
 Великий хрест ордена Почесного легіону (14 квітня 1844)